# Píseň o Viktorce
Píseň o Viktorce je básnická skladba, kterou v roce 1950 vydal básník Jaroslav Seifert ke 130. výročí narození spisovatelky Boženy Němcové. Jedná se o autorovo první ucelené poválečné dílo. Nebyla to tak ani kolekce příležitostných veršů, ani básnickým komentářem k výtvarným dílům. Svou tematikou i poetikou se zařazuje do básníkova hlavního vývojového směřování, které navazuje na válečná díla. Je tu jistá souvislost s jeho dalším dílem, které se nazývá Vějíř Boženy Němcové. Na rozdíl od zmíněného díla se ale Píseň o Viktorce zaměřuje na oblast lidských citů a jejich tragických důsledků.

## Obsah
Seifertova skladba připomíná osobitou hudební kompozici, jež  je rozdělena do sedmi zpěvů se zvláštním postavením IV., středního zpěvu, který je samostatnou kantilénou k oslavě lásky.
I. zpěv je básníkovou představou Boženy Němcové i její hrdinky, které tu zdánlivě splývají. II. zpěv podává Viktorčin život, než do něho vstoupil osudový milenec. III. zpěv je vlastním příběhem Viktorčiny lásky, který následně přechází do vrcholného IV. zpěvu, kde je uvedena láska v imaginárním dialogu Viktorky a jejího milence. V. zpěv se zaměřuje na Viktorčin návrat poté, kdy její láska, kvůli které opustila svůj domov, ztroskotala a ukazuje její šílené bloudění krajem. VI. zpěv vypovídá o Viktorčině smrti. VII. zpěv zachycuje její pohřeb, rozloučení Barunky s ní, a nakonec epilog uvádí životem zdrcenou, k smrti se blížící, rezignující Boženu Němcovou. Tragické finále celé skladby se zakládá na vyobrazení mrtvé Viktorky a vedle ní utrápené spisovatelky, které v litomyšlském háji čekají na smrt. 

## Interpretace
V díle se básník soustředil na příběh Viktorky, která je jednou z postav románu Babička.
Příběh Viktorky zachycuje v klíčových momentech. V pozadí básnické skladby je ukryt náznak paralelních osudů postavy a Boženy Němcové. Nakonec vystupuje to, co obě postavy propojuje, a je tím myšlena životodárná a spalující síla lásky.
Dílo je básníkovým vyznáním Boženě Němcové. Ve skladbě je předkládána jako věčná průvodkyně života [„Ty, lásko, pozdravena buď, / buď věčná, skutečná jsi-li. / A jsi-li snem, jen neprobuď / mé oči, i když den je bílý. / Člověk je šťasten, třeba šílí, / ty, lásko, pozdravena buď!“ ], nachází v ní vládkyni lidských životů [„A se znamením na těle, / jaké kdys nosívali vězni, / za láskou půjde, neboť bez ní / je život troškou popele“ ] a v jednom z intermezz je dokonce vyobrazena jako přírodní div, který je větší než samotný člověk. Spisovatelku zde srovnává s chladnou lunou, která k sobě přitahuje náměsíčné spáče bez jejich vůle. V části pojednávající o lásce se propojí osud autorky a její postavy. Viktorka za svou lásku zaplatí šílenstvím a životem, Božena Němcová zase bídou, vráskami, slzami a, stejně jako Viktorka, předčasnou smrtí.

## Přijetí díla
Dílo bylo napsáno v květnu 1949 a vydáno v době, kdy se v Československu začaly objevovat představy omezující literární tvorbu.
Seifertovi se nelíbily zjednodušující nároky na literaturu, a tak se Píseň o Viktorce stala výrazem rozpaků nad tímto vývojem a rozchodem s ním. Následně bylo dílo podrobeno kritice z hlediska nově nastolovaných norem, které ignorovaly oblast literární analýzy. Soustředili se spíše na politické pranýřování básně i samotného básníka jako nepřítele socialismu. Dílo bylo napadáno v době vzniku především pro nedostatečně bojovný obraz Boženy Němcové. Před tvrdým postihem Seiferta pravděpodobně zachránil jeho dávný přítel Vítězslav Nezval.
V dnešní době už je Píseň o Viktorce čtena jako Seifertova pocta autorce. V roce 2020 uvedl Český rozhlas Vltava dílo v podobě rozhlasového pásma. 